# ファウスト・ザドラ
ファウスト・ザドラ（Fausto Zadra, 1934年3月20日 - 2001年5月17日）は、アルゼンチン出身のピアノ奏者。
サンタフェ州バランカスの生まれ。4歳でアコーディオンをマスターし、9歳でピアノ・リサイタルを開くほどの早熟ぶりを示した。ヴィセンテ・スカラムッツァに師事した後、1955年にイタリアに留学し、サンタ・チェチーリア国立アカデミアでカルロ・ゼッキの薫陶を受けた。後にゼッキと共にタオルミナ音楽祭を創設する。1979年から1983年までローザンヌ音楽院で教鞭をとり、その後はローマに国際音楽研究センターを開設して自ら後進の指導に当たりつつ演奏活動を続けた。
ローマのギオーネ劇場で演奏中に急逝。